# Lycaeides tancrei
Lycaeides tancrei är en fjärilsart som beskrevs av Graes. Lycaeides tancrei ingår i släktet Lycaeides och familjen juvelvingar. Inga underarter finns listade i Catalogue of Life.